# Щелевая лампа

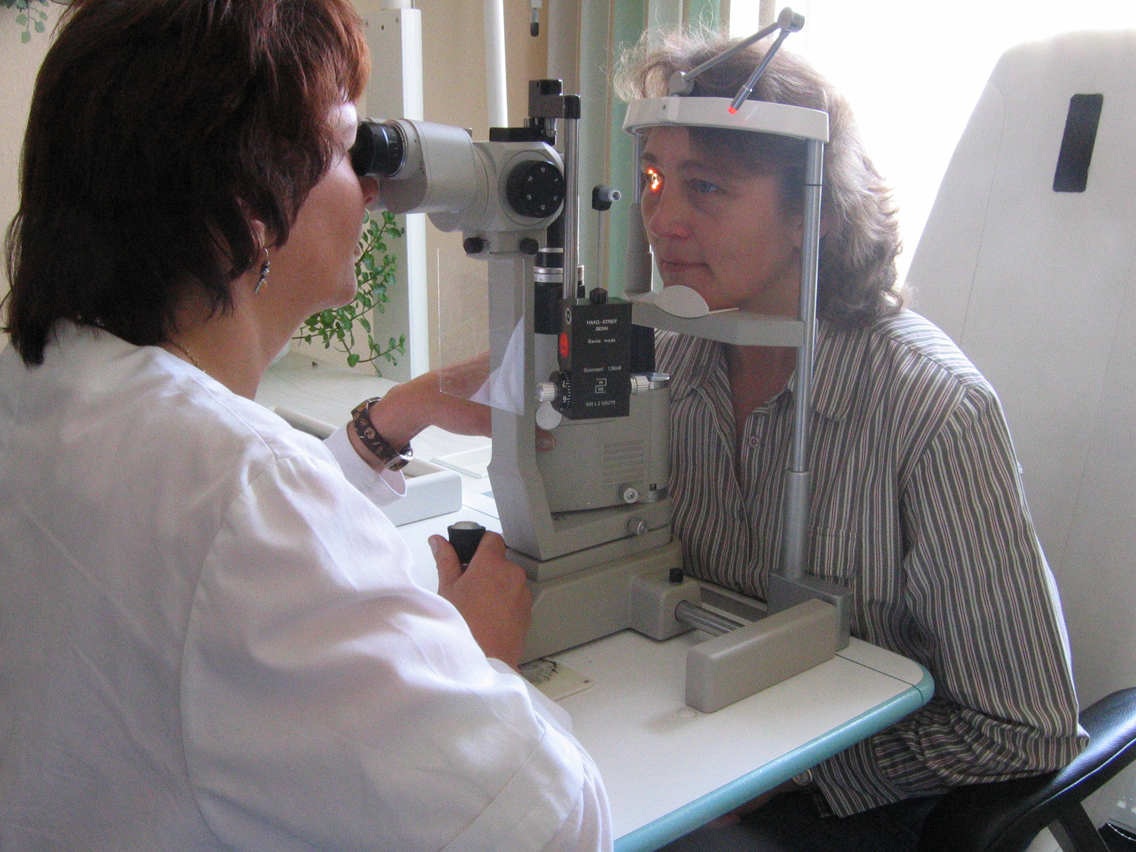
Осмотр глаз с помощью щелевой лампы

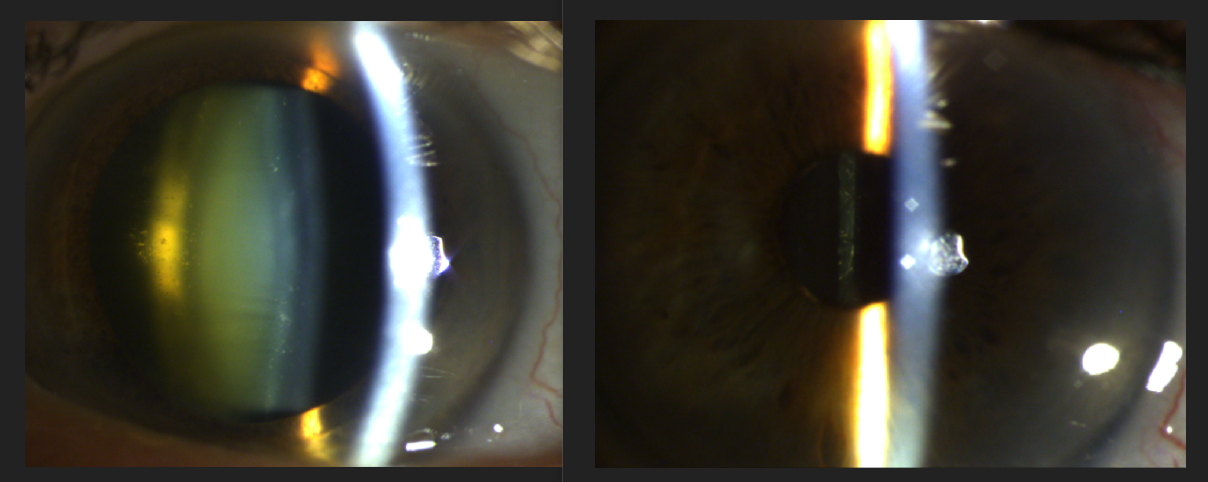
Катаракта (слева) и искусственный хрусталик после операции (справа) при просмотре в щелевую лампу

Щелевая лампа — аппарат, позволяющий производить биомикроскопический (на живом организме) анализ видимых частей глаза — век, склеры, конъюнктивы, радужки, хрусталика и роговицы. Состоит из источника узконаправленного света и бинокулярного микроскопа, иногда с возможностью фотосъёмки. Монтируется на специальной подставке, по возможности в помещении с низким уровнем пыли. Щелевые лампы используются для диагностики множества заболеваний глаза.